# Conrad Silberdrat

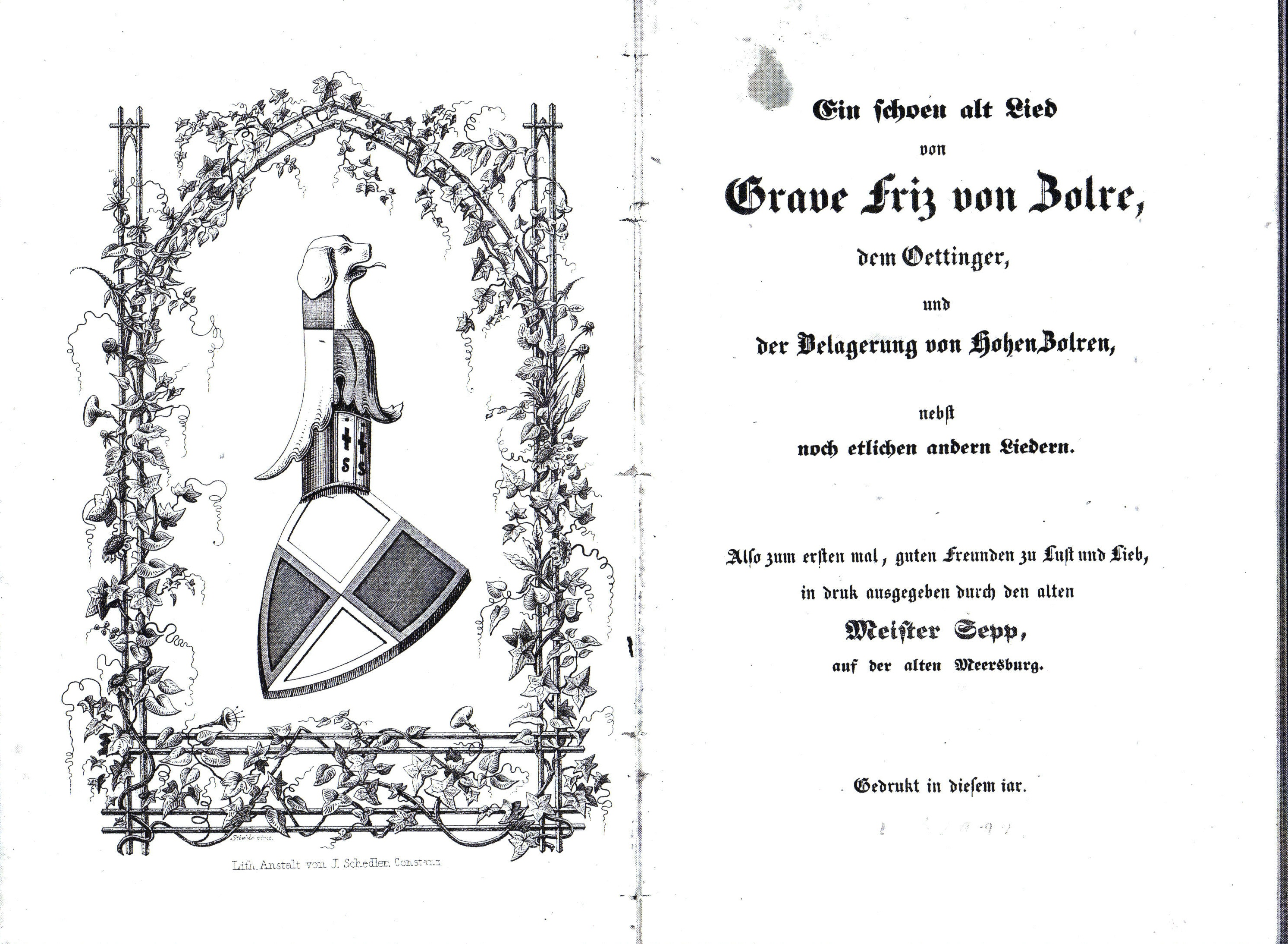
Ausgabe von Laßberg

Conrad Silberdrat, mitunter auch Konrad Silberdraht, war der Dichter eines historischen deutschsprachigen Gedichts in 460 Reimpaarversen über die Belagerung der Burg Hohenzollern in den Jahren 1422 und 1423. Es ist nur in der ehemals Donaueschinger Handschrift der Badischen Landesbibliothek Karlsruhe Cod. Donaueschingen 111a (Bl. 2r–9v) überliefert.

## Leben
Es wurde lange angenommen, dass Silberdrat in Rottweil beheimatet war. Willms 1995 wies darauf hin, dass dieser Schluss nicht zwingend sei. Allerdings wird man in Silberdrat den Bürger einer Reichsstadt zu sehen haben.
Gustav Roethe schreibt in seinem ADB-Artikel: „Er nennt sich selbst Meister; daß aus diesem Titel, der auf gelehrten Stand deuten mag, jedenfalls nicht meistersängerische Schulung Silberdrat’s erschlossen werden darf, wird uns, auch abgesehen von den ungleichsilbigen, oft stark überladenen Versen, durch Silberdrat’s ausdrückliches Zeugniß(sic!) gesichert. Der Standpunkt des Dichters ist einseitig der des Rottweilers, des Reichsstädters: in dem belagerten Zollergrafen, dem Oettinger, demselben, dessen kraftvolles Faustrechtheldenthum Gustav Schwab zu einer Romanze und Ludwig Laistner zu einer Novelle angeregt hat, sieht er nur den rohen, recht- und ehrlosen, ja selbst feigen Räuber.“
Silberdrat ging es um die historische Darstellung, nicht um die vom Meistersang geforderte formale Kunstfertigkeit. Der Autor setzt sich ausdrücklich von den namentlich angeführten Autoritäten Suchensinn, Regenbogen, Neidhart und Frauenlob ab, er habe nicht auf Länge und Kürze der Verse geachtet. Germanisten sehen in seinem so gut wie nicht von der neueren Forschung beachteten Werk (an neueren Studien nennt Willms nur das Buch von Ulrich Müller zur politischen Lyrik des Mittelalters) daher ein frühes Zeugnis für ein Bewußtsein formaler Korrektheit des Meistersangs (Willms).

## Ausgaben
- Konrad Silberdrat: Ein schoen alt Lied von Grave Friz von Zolre, dem Oettinger, und der Belagerung von Hohen-Zolren. Herausgegeben wurde das Gedicht von Joseph von Laßberg auf Schloss Meersburg im Jahr 1842 (Digitalisat auf Commons)
- Übersetzung von August Zeune 1844
- Liliencron: Historische Volkslieder. Band 1, Nr. 59 (Google Books)
- Steiff/Mehring: Geschichtliche Lieder und Sprüche Württembergs. 1912 Nr. 1